# Upuigma
El Upuigma o Tepuy Upuigma (también escrito Upuigma-tepui) es un tepuy, ubicado en el municipio Gran Sabana, en el Estado Bolívar, parte del país suramericano de Venezuela.
Este tepuy está incluido en el Parque nacional Canaima y Alcanza los 2100 metros sobre el nivel del mar siendo parte del Macizo de las Guayanas.
Los primeros en subirlo fueron John Arran, Iván Calderón y Steve Backshall, en el año 2007. Al llegar a la cumbre, descubrieron varias especies desconocidas de plantas y animales.